# Temple de Portunus
El temple de Portunus és un temple romà construït al segle i aC a la ciutat de Roma, localitzant al Fòrum Boari.

## Descripció
El temple de Portunus es trobava a la zona del port, prop del pont Emilià, i fou construït al voltant del 80-70 aC. Presenta 4 columnes en el front i 7 als costats. El temple és pròstil, tetràstil i pseudoperípter. És d'ordre jònic, amb columnes d'una alçada aproximada de 8 metres, recobertes d'estuc per donar-hi un acabat més esvelt i refinat. El frontó, que sobresurt molt, i l'entaulament són llisos. Al temple s'accedeix per una escalinata frontal. Tradicionalment ha estat considerat com el temple de la Fortuna Viril, però avui en dia es pensa que va estar dedicat a Portunus, divinitat protectora del port fluvial.

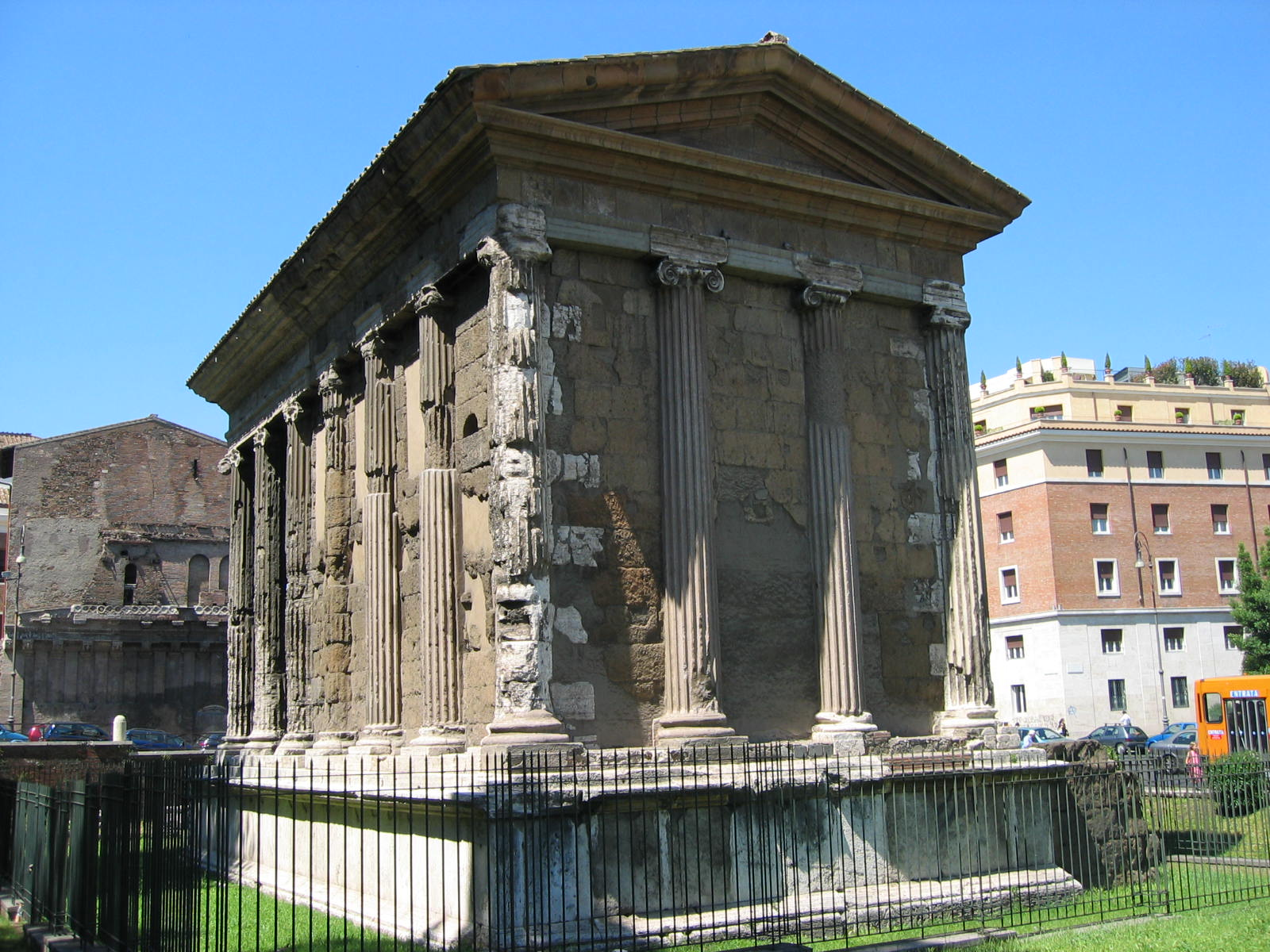
Part de darrere del temple

El fet que aquest temple es trobi fins als nostres dies en un excel·lent estat de conservació es deu al fet que al segle ix dC va esdevenir un temple dedicat a santa Maria Egipcíaca (patrona de les prostitutes), i se n'obriren algunes finestres a l'interior i poc més. Posteriorment al segle xvi l'edifici va passar a un orde monacal armeni, que va realitzar algunes reformes però que amb prou feines van afectar l'edifici: construïren diversos edificis contra els seus murs (vegeu fotografia), que van ser demolits durant el règim feixista de Mussolini en els anys 30 del segle xx.

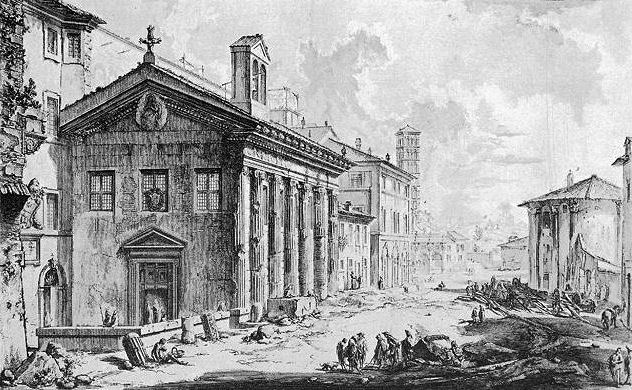
Santa Maria Egipcíaca segons un gravat de Giovanni Battista Piranesi